# Bildungswissenschaften
Bildungswissenschaften (BWS) ist ein etwa seit 1968 vor allem in Österreich, der Schweiz, den Niederlanden und Südtirol, aber auch in Deutschland gebräuchlicher Sammelbegriff für verschiedene wissenschaftliche Disziplinen, z. B. Bildungsökonomie, Pädagogik, Pädagogische Psychologie oder Pädagogische Soziologie (Bildungssoziologie), die sich im weitesten Sinne mit Bildung beschäftigen.
Der Terminus weist im Gegensatz zur früheren, eher geisteswissenschaftlich geprägten Pädagogik auf den interdisziplinären und ganzheitlichen Charakter der Fragestellungen, Methoden, Untersuchungen und Studiengänge hin. Mit der Umbenennung von Studiengängen der Pädagogik in Bildungswissenschaft soll die empirische Forschungsperspektive stärker betont werden.

## Forschungslandschaft im deutschsprachigen Raum
Die Alpen-Adria-Universität Klagenfurt in Österreich wurde 1970 als „Hochschule für Bildungswissenschaften“ gegründet und führte von 1975 bis 1993 den Namen „Universität für Bildungswissenschaften“. An einigen Universitäten ist der Begriff die Fakultätsbezeichnung, z. B. in Duisburg-Essen, Koblenz-Landau, Klagenfurt und in Bozen. An anderen Universitäten steht die Bezeichnung „Bildungswissenschaften“ für ein eigenständiges Studienfach, z. B. in Hagen, Hannover, Lüneburg, Freiburg, Magdeburg, Wien oder Twente, oder ist Bestandteil der Lehramtsausbildung, z. B.in Bonn, Dresden, Leipzig, Saarbrücken oder Mainz. In Baden-Württemberg wandelten sich die Pädagogischen Hochschulen in sogenannte „Zentren für Bildungswissenschaften“ im Universitätsrang mit eigenständigem Promotions- und Habilitationsrecht. Sie betreiben Grundlagenforschung zum Phänomen „Bildung“ und erarbeiten in Praxisanbindung Erkenntnisse, wie Bildungs-, Lehr- und Lernprozesse initiiert und vermittelt werden können. Das Aufgabenfeld erstreckt sich auch auf Felder wie die Gesundheits-, Kultur- und Medienbildung und betrifft alle Altersstufen von der Elementarpädagogik bis zur Erwachsenenfortbildung.